# Ширь (приток Кромы)
Ширь — река в России, протекает по Сосковскому району Орловской области. Исток реки находится за северной окраиной села Сосково, на отметке высоты около 221 м, течёт на юг, впадает в 49 км по левому берегу реки Крома, севернее деревни Свободная Жизнь, на отметке высоты 185 м. Длина реки составляет 11 км.

## Данные водного реестра
По данным государственного водного реестра России относится к Окскому бассейновому округу, водохозяйственный участок реки — Ока от истока до города Орёл, речной подбассейн реки — бассейны притоков Оки до впадения Мокши. Речной бассейн реки — Ока.
Код объекта в государственном водном реестре — 09010100112110000017678.